# 고대 페름 문자

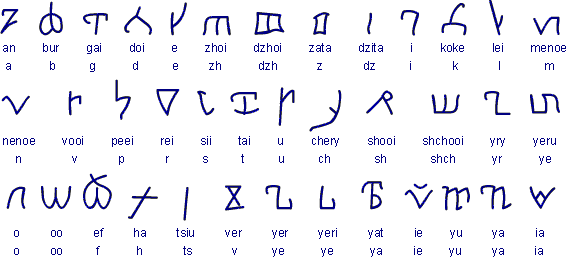
아부르 문자

고대 페름 문자(코미어: Важ Перым гижӧм, 𐍮𐍐𐍕 𐍟𐍔𐍠𐍨𐍜 𐍒𐍙𐍕𐍞𐍜, Važ Perym gižöm)는 때때로 첫 두 글자인 아부르(Abur) 또는 안부르(Anbur)로 알려져 있으며, 중세 코미어(핀우그리아어파의 페름어군에 속함)를 쓰는 데 사용되었던 키릴 문자의 "매우 독특한 변형"이다.
아부르 문자는 중세 코미어를 적는데 쓰였던 옛 문자이다.
아부르란 이름은 첫 글자와 두 번째 글자의 이름인 안(𐍐)과 부르(𐍑)를 붙여서 이르는 것이다. 정교회 선교사였던 스테판 페름스키가 만들었다. 아부르 문자는 키릴 문자, 그리스 문자, 코미족이 쓰던 기호 등에서 따왔다.
아부르 문자는 14세기부터 17세기까지 쓰였으나, 점차 키릴 문자에 밀려 쓰이지 않게 되었다. 아부르 문자는 또한 러시아어를 적는 비밀 문자의 용도로 쓰이기도 했다. 스테판 선교사(성인이기도 함)가 태어난 4월 26일은 아부르 문자의 날로 제정되어 있다. 옛 헝가리 문자로 적힌 헝가리어를 빼면 핀우그르어족 가운데 가장 일찍 문자화된 경우이다. 코미어 위키백과는 상징적으로 대문 로고에 키릴 문자와 함께 아부르 문자를 함께 적어 넣었다.

## 같이 보기
- 코미어
- 페름어군